# 山本常夫 (野球)
山本 常夫（やまもと つねお、1961年1月13日 - ）は、日本の高校野球指導者、元野球審判員。神村学園監督として、春2回、夏3回の甲子園出場を果たした。

## 経歴
大阪府出身。
近畿大学附属高等学校で中堅手として甲子園を目指したが、3年の夏には、大阪府大会決勝でPL学園に敗れ甲子園出場は果たせなかった。
将来の指導者、教員を目指して日本体育大学へ進学し、硬式野球部で外野手としてプレーし、後には母校の近畿大学附属高等学校でコーチを2年経験した。

### 審判としての甲子園出場
その後、養護学校の教員や、クラーク記念国際高等学校の教員として勤務しながら、大阪府や兵庫県で審判として高校野球に関わり続け、2006年の第88回全国高等学校野球選手権大会では審判として甲子園に出場した。

### 神村学園の監督として
2007年に鹿児島県の神村学園の保健体育科教諭、野球部監督となり、2013年に退任するまでの間に、春の選抜高等学校野球大会では第81回（2009年）、第84回（2012年）、夏の全国高等学校野球選手権大会では第89回（2007年）、第93回（2011年）、第94回（2012年）に、甲子園出場を果たした。この間に神村学園で指導した選手の中には、柿澤貴裕らがいた。

### その後
2014年に福岡県の自由ケ丘高等学校の教諭、野球部副部長となり、2015年には監督、2016年には部長を務めた。
2017年からは、愛知県の日本福祉大学付属高等学校の教諭、監督となった。
2017年時点で、山本は、監督と審判として甲子園に出場した唯一の人物とされている。